# Carex bohemica
Espèce
Classification phylogénétique
Carex bohemica (Laîche de Bohême, Laîche Souchet ou Laîche faux souchet) est une espèce de plantes du genre Carex et de la famille des Cyperaceae.

## Liens externes

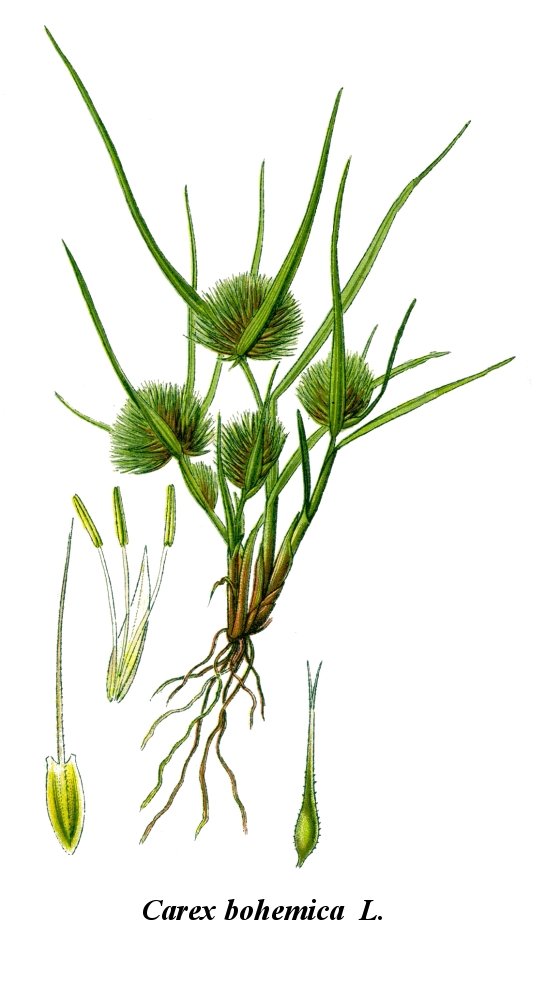
Carex bohemica. On remarquera que l'illustration crédite le maître (L. pour Carl von Linné) au lieu de son élève, Schreber...